# Almeida (freguesia)
Almeida es una freguesia portuguesa del concelho de Almeida, con 52,34 km² de área y 1491 habitantes (2001). Densidad de población: 28,5 hab/km².